# Pont de la baie d'Aomori
Le pont de la baie d'Aomori (青森ベイブリッジ, Aomori Bei Buridji) est un pont à haubans situé à Aomori, au Japon. Ouvert au public à partir de juillet 1992, il fait une longueur de 1 219 m.